# Wohlen, Aargau
Wohlen là một đô thị ở huyện Bremgarten, bang Aargau, Thụy Sĩ.

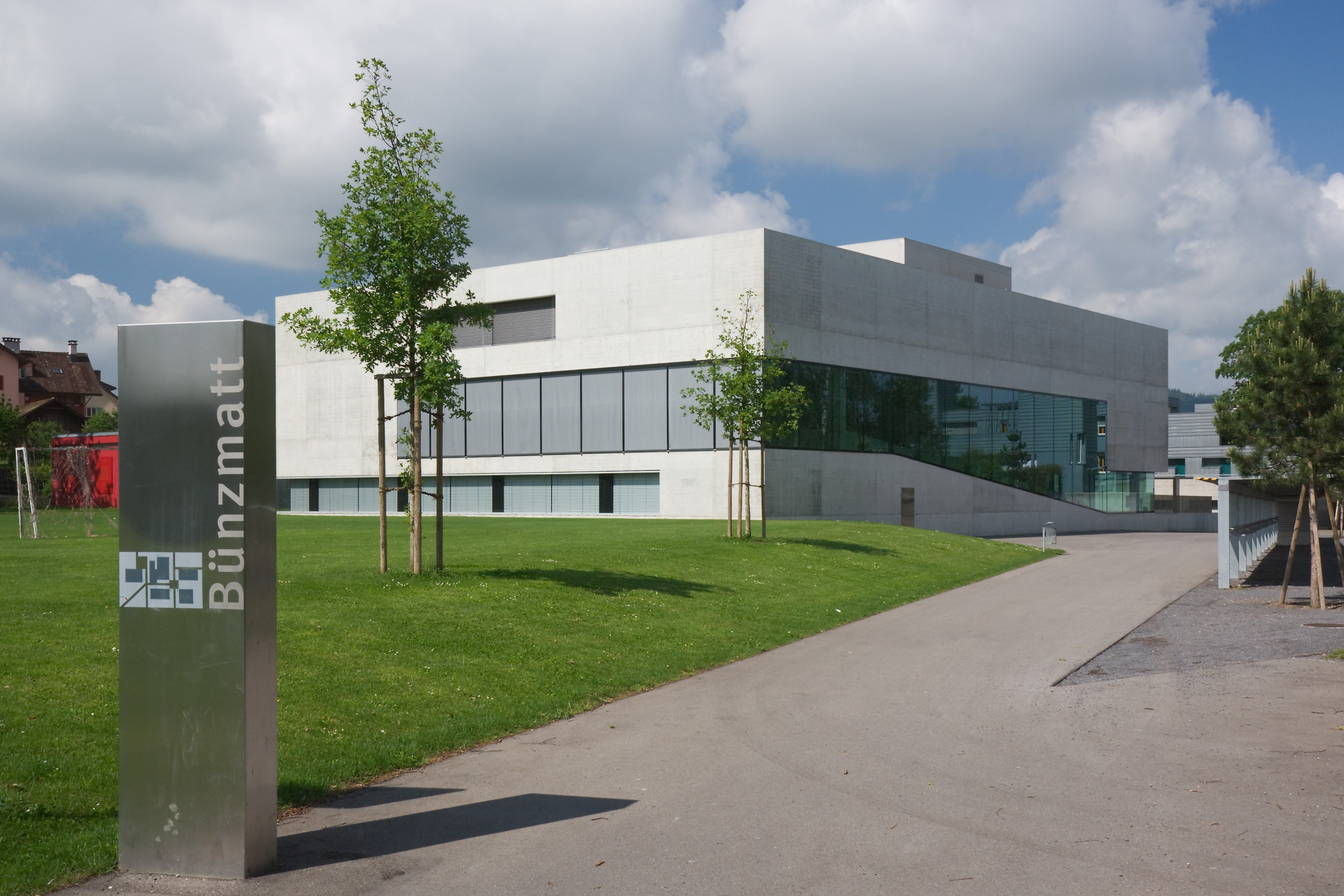
School house Bünzmatt